# Рейсик, Марие
Марие Рейсик (эст. Marie Reisik; 13 (25) января 1887, Килинги-Нымме, Лифляндская губерния, Российская империя (ныне волости Саарде, уезда Пярнумаа, Эстонии) — 3 августа 1941, Таллин) — эстонский политик, активистка. Общественный деятель, депутат эстонского парламента в 1919, 1929, 1932 годах, педагог, феминистка, журналисткака, редактор. Одна из первых эстонских борцов за женские права.

## Биография
Родилась в семье торговца. В 1904 году окончила Пярнускую гимназию для девочек. Посещала лекции в Юрьевском университете. Поскольку в то время женщины в Эстонии не могли поступить в университет, Рейсик отправилась на учёбу в Париже, где получила в Альянс Франсез специальность преподавателем французского языка.
С 1909 до 1921 года работала учителем французского в школах Таллина и Пярну. В 1911 г. вышла замуж за юриста Петера Рейсика. В 1919 г. супруги поселились в Таллине, детей у них не было.
Была одним из основателей в 1907 году первой женской организации в Эстонии. В 1907—1919 годах — ведущая фигура женского движения города Тарту, была его почётным членом с 1932 года.
В 1911 году основала первый политический журнал для женщин «Naisterahva Tööja Elu» («Работа и жизнь женщин»), который объединил образованных женщин Эстонии. До 1918 года работала редактором журнала. Её деятельность способствовала организации первого Эстонского женского конгресса (1917), на базе которого был основан «Союз женщин Эстонии» (1920).
Была однм из инициаторов освободительного движения по всей стране, стала активным политиком. Член правоцентристской Народной партии Эстонии. В 1919 году Марие Рейсик была избрана в Учредительное собрание Эстонии и стала единственной женщиной-членом парламента. Трижды её избирали в эстонский парламент: в 1919, 1929 и 1932 годах.
С 1926 года редактировала журнал «Naiste Hääl».
В 1925 году вместе с Айно Каллас представляла Эстонию на мировом женском конгрессе. Осенью 1935 года основала Институт народного хозяйства при «Союзе женщин Эстонии», которым руководила с 1936 года.
«Союз женщин Эстонии» был распущен после присоединения Прибалтики к СССР в 1940 году. В 1941 году Рейсик была подвергнута преследованию НКВД. В том же году умерла при неясных обстоятельствах в таллинской больнице.  Похоронена в Таллине на кладбище Лийва.

## Награды
- Орден Эстонского Красного Креста 2 класса (1929)
- Орден Эстонского Красного Креста 3 класса (1938)